# معركة الأنظمة
معركة الأنظمة كانت شكلاً من أشكال الجدل القائم حول ماهية أكثر أنظمة التمرينات ورياضة الجمباز فعاليةً، وقد امتد هذا الجدال من ثلاثينيات القرن التاسع عشر إلى أوائل عشرينيات القرن العشرين، وتتألف من أنظمة مختلفة من التمارين في الغالب في شكل جمباز أو تمارين رياضية. اندلعت تلك المعركة الجدلية في الولايات المتحدة حيث فرضت الولايات أنظمة التربية البدنية.

## الأنظمة

### الجمباز الألماني
بدأ كل من يوهان جوتس موث وفريدريش لودفيج جان هذا النظام، وقد استخدما لذلك جهازًا ثابتًا كبيرًا مع استخدام القفز والسير. شعر جان أن التكييف البدني ضروري لوجود أمة قوية. إمتاز النظام الألماني بنظرة «عسكرية» لمفهوم اللياقة البدنية والتي يشوبها أسلوب صارم للغاية من التدريب البدني، حيث كان هدف يان في الترويج لما أسماه حركة تورنرز - الخاصة بأعضاء نوادي الجمناستيك الألمانية -الأمريكية - هو لصهر الشباب الألماني في قالب مواطنين أقوياء. قدم تشارلز بيك هذا النظام إلى أمريكا، وهو مهاجر ألماني. على الرغم من أنها كانت تستند إلى أفكار وأعمال فريدريش جان، إلا أن النظام الأمريكي كان أقل تماهياً مع القومية.

### الجمباز السويدي
يُطلق عليه أحيانًا اسم «علاج الحركة السويدية»، الذي أسسه بير هنريك لينغ، وكان نهجًا موجهًا للصحة ومعروفًا بالقيم الطبية المتأصلة. لم يستخدم الجمباز السويدي أي معدات رياضية، بل كان قوامه من حركات جمبازية وتمارين رياضية. يتميز هذا النظام بأنه أكثر حرية وأقل صرامة من النظام الألماني. أصبح النظام السويدي شائعًا في أمريكا منذ ثمانينيات القرن التاسع عشر بفضل لاعب الجمباز النرويجي هارتفيج نيسن ونيلس بوس.

### نظام ديلسارته الفرنسي
وهو نظام فرنسي أنشأه فرانسوا ديلسارته في تسعينيات القرن التاسع عشر. كان نظامه قائماً على الاعتقاد بأن تمارين معينة ساهمت بشكل أكبر في الاتزان والعافية والجمال والصحة، وبالتالي ستكون هذه التمارين أكثر فائدة في تحسين الأداء في الغناء والدراما والرقص. اكتسب هذا النظام شعبية في الرقص والمسرح وكذلك التربية البدنية التي كانت شعبيتها محدودة وقصيرة الأجل.

### نظام سارجنت الألماني-السويدي
أسس هذا النظام المدرس والمحاضر ومدير التربية البدنية الأمريكي دودلي آلين سارجنت في القرن التاسع عشر، وكان نظامًا للجمباز يعتمد على كل من النظامين الألماني والسويدي. أنشأ سارجنت أنواعًا عديدة من المعدات الرياضية لاستخدامها في برنامجه، كما أجرى تجارب في المؤشرات البشرية. يتطلب هذا النظام الانتقائي فحصًا طبيًا شاملاً كأساس أولي لأي نشاط بدني.

## النتيجة
لا يوجد من فائز حاز على قصب السبق في تلك الأنظمة، لأن شعبيتها تباينت من منطقة إلى أخرى، وريثما يحصل أحدهم على موطئ قدم قوي في منطقة ما، فستزداد شعبية هذا النظام وسيتحول الجمهور صوب هذا الأخير. في النهاية ستختفي هذه الأنظمة تقريبًا لأن العلم والبحث سيكشفان الحقيقة في ادعاءات المروجين. 